# Willy Funda
Willy Funda (Zossen, Brandenburg, 6 de març de 1906 - 1 de desembre de 1988) fou un ciclista alemany, que s'especialitzà en les curses de sis dies.
El seu fill Benno també fou ciclista.

## Palmarès
- 1934
  - 1r als Sis dies de Copenhaguen (amb Hans Pützfeld)
- 1948
  -  Campió d'Alemanya de Madison (amb Gerhard Bolte)